# 성창

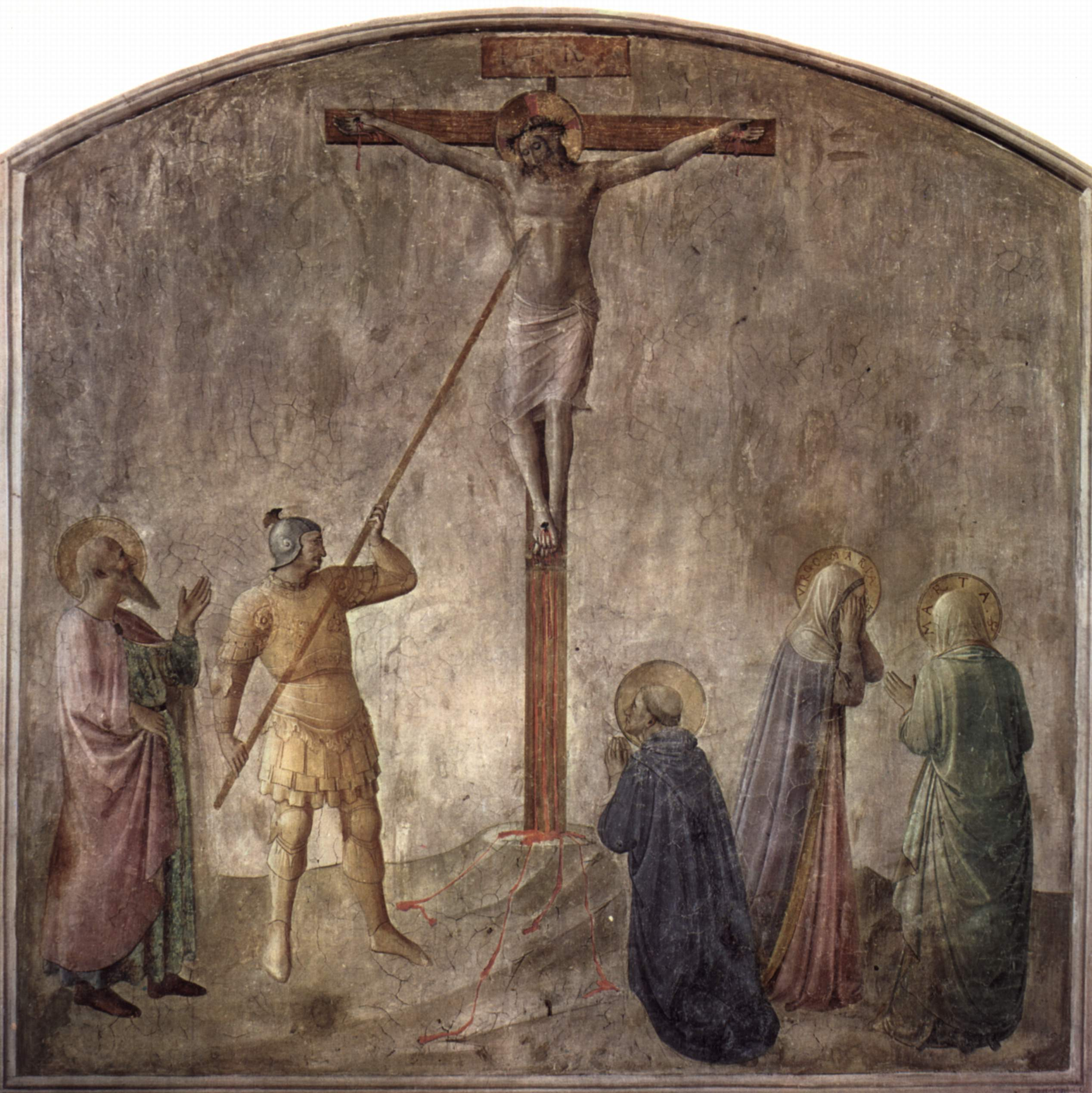
예수의 옆구리를 꿰뚫는 창, 프라 안젤리코(1440년경)

성창(聖槍, 라틴어: Holy Lance, Holy Spear)은 예수가 십자가에 못박혔을 때 한 병사가 그의 죽음을 확인하기 위해 예수의 옆구리를 찔렀는데 예수의 피가 묻었다고 여겨지는 창이다. 기독교의 성유물 가운데 하나이다. 신약성경의 요한 복음서 19장 34절에 기록되어 있으며, 일부에선 복음서의 저자인 사도 요한이 집필 당시 가현설 논란이 있자 예수가 죽었음을 확실히 하고자 집어넣은 표현이라는 주장도 있다. 나중에 예수의 옆구리를 찌른 병사의 이름이 론지노라고 알려지면서 론지누스의 창(영어: Lance of Longinus) 또는 운명의 창(Spear of Destiny)이라고도 불리게 된다.

## 성서의 언급
성창에 관해 언급한 것은 요한 복음서(19,31-37)뿐이며 다른 공관 복음서에서는 전혀 언급되지 않았다. 복음서에서는 원래 십자가에 못박힌 예수의 죽음을 앞당기기 위해 로마인 병사들은 그의 다리를 부러뜨릴 예정이었다고 말한다. 그러나 그들이 그렇게 하기 전에 예수가 일찍 죽어버려 그의 다리를 부러뜨릴 이유가 사라졌다. 그렇지만 그가 확실하게 죽었는지 여부를 알아보기 위해 한 로마 병사(외경에서 론지노로 나옴)가 긴 창으로 그의 옆구리를 세게 찔러보았다.

군사 하나가 창으로 그분의 옆구리를 찔렀다. 그러자 곧 피와 물이 흘러나왔다.
— 요한 19,34

피와 물이 동시에 나온 이 현상은 오리게네스에 의해 기적으로 간주되었다. 일반적으로 가톨릭교회에서는 그에 관해 보다 깊은 의미를 둔다. 즉 아담의 옆구리에서 하와가 나온 것처럼 그리스도의 옆구리에서 교회(더 정확하게는 세례성사와 성체성사)가 나온 것을 표현했다는 것이다.

## 성창 후보들
성창 또는 성창의 일부라고 주장하는 것들이 많이 있다.

### 바티칸의 창

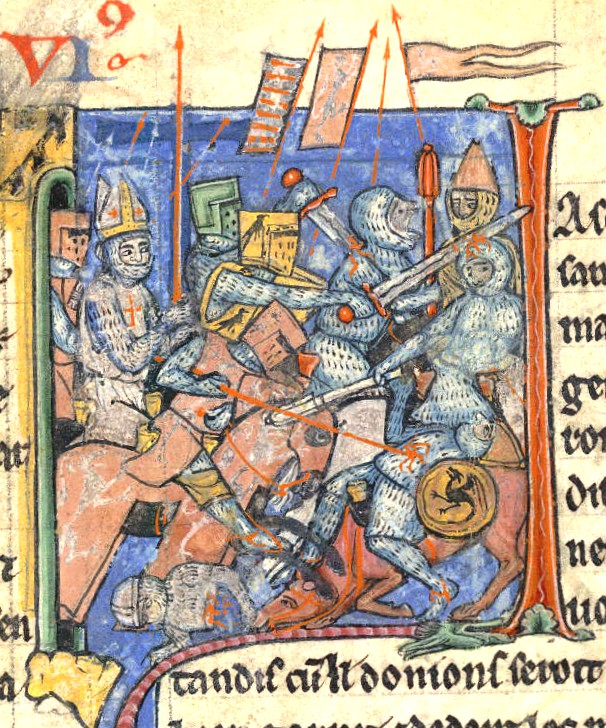
제1차 십자군 전투에서 성창을 앞세우는 르퓌의 아데마르(주교관을 쓴 사람).

예수가 십자가 처형을 당하고 6백 년 뒤, 예루살렘은 페르시아군에 점령당했다. 이때 이 창은 두 개로 나뉘었다. 원인은 알 수 없으나 창의 앞부분이 부러진 것이었다.
앞부분은 동로마 제국의 수도 콘스탄티노플(이스탄불)로 옮겨져 보석으로 장식되어 십자가 중심부에 묻혔다. 그리고 당시 기독교 교회였던 콘스탄티노플 소재 아야 소피아에서 거두었는데, 80년 뒤에 본체도 콘스탄티노플로 옮겨져 와서 한동안 그곳에 보관되었다. 600년 뒤 프랑스 국왕 루이 9세가 창의 앞부분 조각을 사들였다. 신과의 연결을 나타내는 성유물(聖遺物)을 가진다는 것은 영예로운 일로써 그 나라의 위신을 높이는 것으로 여겨졌기 때문이다. 그러나 파리에 보관되던 창의 앞부분은 프랑스 대혁명으로 행방불명되었다.
한편 창의 본체는 15세기에 이슬람 세력이 콘스탄티노플을 함락시키던 때에도 그 자리에 보존되었다. 그 소재지는 파리와 콘스탄티노플로 나뉜다. 1492년에 오스만 제국의 술탄 바예지드 2세는 예루살렘 소재 성분묘교회(聖墳墓敎會)에 존재하던 것으로 알려진 이 창을 교황 인노센티우스 8세에게 기증했다. 술탄의 자리를 노리던 동생을 이탈리아에 유폐하기 위해 창을 교환 조건으로 내세운 것이다. 이후 창은 산 피에트로 대성당에 보관되어 공개되지 않고 있으며, 묘사된 사진만 보면 그것이 과연 로마 것인지조차 분명하지 않다.

### 빈의 창(호프부르크의 창)

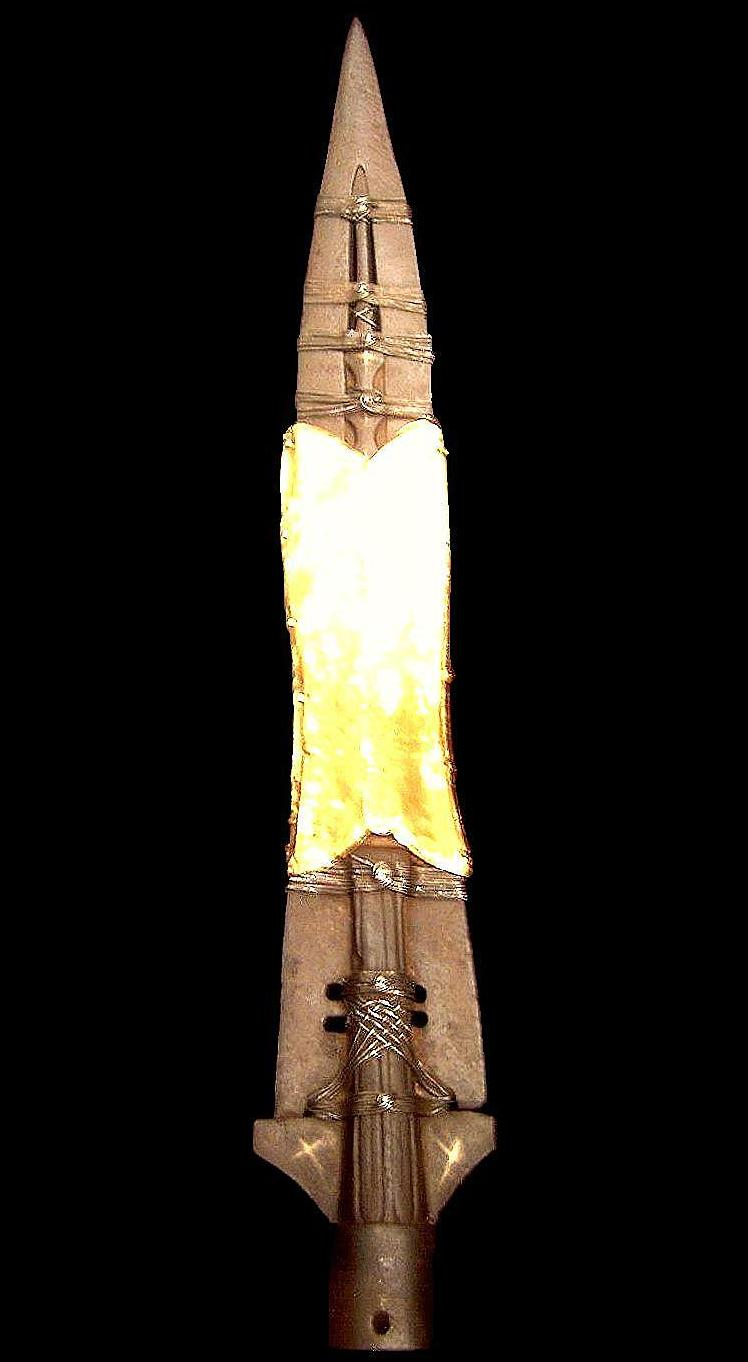
빈의 황실보물관에 전시된 성창

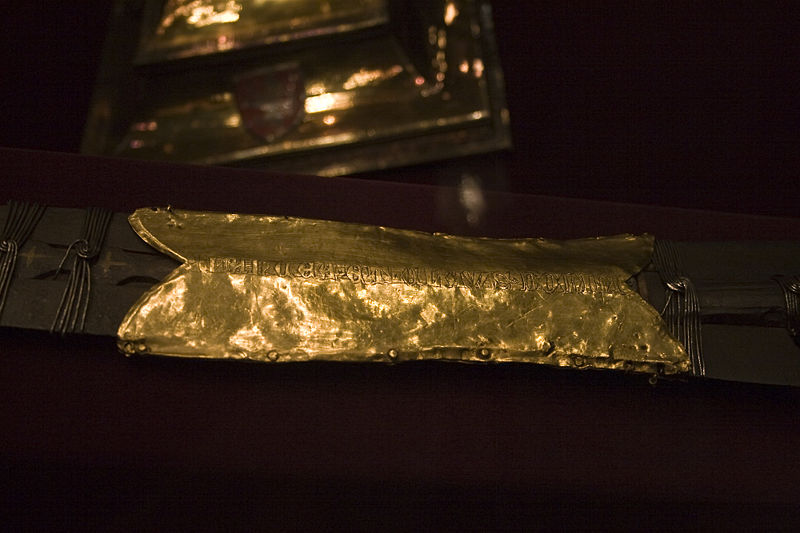
성창 위 명각

## 아서왕전설
아서왕 이야기에서 아서왕은 대마법사 멀린의 유언에 따라 모든 원탁의 기사들에게 성배와 성창을 찾으라 명했다. 그러나 성배와 성창을 찾은 기사는 퍼시발, 보호드, 갤러해드 세 명 정도였고 이것은 완벽한 도덕자만이 찾을 수 있다는 성배와 성창을 모든 기사들이 찾지 못했으므로 원탁의 기사들 상당수가 도덕적이지 못하다는 뜻이었다. 그 뒤 원탁은 사분오열되어, 랜슬롯이 아서왕의 아내 기네비어와 내연으로 도주, 기사들은 아서왕파와 랜슬롯파로 나뉘어 대결 끝에 베디비어 경만이 유일한 생존자가 된다.

## 십자군
1차 십자군의 안티오키아 공격 당시 은자 피에르는 롱기누스의 창을 발견했다고 주장했다. 그 전투에서 십자군은 승리했지만 결국 피에르는 성창의 진위 여부때문에 시죄법 재판을 받고, 죽었다. 이로 인해 피에르와 성창을 옹호하던 생질의 레몽이 십자군 내부에서 약해지고, 보에몽의 입김이 세지게 된다.
헌데 중요한 것은 성창의 발견자에 대한 설이 여럿이라는 것이다. 위의, 은자 피에르가 발견했다는 설은 안나 콤네나공주의 기록이고, 또다른 기록으로는
- 은자 피에르와 동명이인인 피에르 바톨로메오가 있었다는 기록
- 보에몽 밑의 어느 꾀바른 부하의 자작극이라는 기록 등이 있다.